# Kŏnbong sa
Kŏnbong sa (건봉사 Klasztor Zachodniego Feniksa) – koreański klasztor. 

## Historia klasztoru
Klasztor został wybudowany przez misjonarza buddyjskiego mnicha Ado w 520 roku na zboczu góry Kŭmgang. Jego pierwotna nazwa to Wongak sa (Klasztor Pierwotnego Oświecenia). Następnie mistrz sŏn Tosŏn (827-898 rozbudował klasztor i zmienił jego nazwę na Sŏbong. 
W 1358 roku klasztor został przebudowany i znacznie rozbudowany przez mistrza sŏn Naonga Hyegŭna (1320–1376). Wtedy też zmieniono jego nazwę na Klasztor Zachodniego Feniksa, od grupy skał na zachodzie od klasztoru, która przypomina dużego ptaka. 
Król Sejo (pan. 1455–1468), nawrócony na buddyzm, uczynił z tego klasztoru swoją modlitewną świątynię. Świątynia ta stała się wówczas jedną z czterech głównych w Korei. Praktykowało w niej 700 mnichów. Zarządzała ponad trzydziestoma innymi klasztorami regionu. Najważniejszą relikwią klasztoru był ząb Buddy, zabrany przez Japończyków w czasie inwazji. 
W czasie inwazji japońskiej na Koreę w latach 1592-1598 stacjonowały w nim oddziały mnisiej partyzantki pod dowództwem mistrza sŏn Samyŏnga Yujŏnga (1543–1610). Japończycy odczuwali taki szacunek do niego, że czterokrotnie pozwolono mu wejść do japońskiej fortecy Sŏsaengp'o w pobliżu Ulsan. Mistrz prosił o zwrot relikwii, niestety bezskutecznie. Mistrz ten zamieszkał w tym klasztorze po powrocie z misji dyplomatycznej z Japonii w 1605 roku, w czasie której wynegocjował zwolnienie około 3,500 jeńców i zwrot relikwii. Odnowił również klasztor po wojennych zniszczeniach.. Jednak po wielu budynkach pozostały do dziś tylko fundamenty. Klasztor już nigdy nie powrócił do swojej świetności.
Niestety w czasie wojny koreańskiej w latach 1950-1953 klasztor uległ prawie całkowitemu zniszczeniu. Prace rekonstrukcyjne trwają do dziś.
Dojście do klasztoru jest dość trudne, ze względu na bliskość strefy zdemilitaryzowanej między oboma państwami koreańskimi. Pobliska słynna góra Kŭmgang należy już do Korei Północnej. Do roku 1989 w ogóle do klasztoru nie było dostępu. Dziś przechodzi się obok dwóch wojskowych punktów kontrolnych.

## Znane obiekty
- most Nŭngp'agyo - Skarb nr 1336
- relikwia Buddy Chinsinch'iasari (ząb Buddy)
- 60 stup
- Purimun - brama - lokalna wartość kultury materialnej nr 35

## Adres klasztoru
- 36 Naengcheon-ri, Geojin-eup (723 Geonbongsa-ro), Goseong-gun, Gangwon-do, Korea Południowa